# 벽소령
벽소령(碧宵嶺)은 경상남도 하동군 화개면과 함양군 마천면 사이에 위치한 백두대간의 고개다. 지방도 제1023호선이 지나나 차량은 통행할 수 없다. 높이는 1,350m이다.

## 이름 유래
벽소령이라는 이름을 순 우리말로 풀어쓸 경우 '푸른하늘재'가 된다. 여기서 벽소(碧宵)라는 이름은 벽소한월(碧宵寒月)에서 유래하였는데 의미는 '겹겹이 쌓인 산 위로 떠오르는 달빛이 희다 못해 푸른빛을 띤다'라는 의미이다. 이 벽소라는 단어는 《택리지》에도 나오는데, 《택리지》에서는 "지리산 북쪽은 모두 함양 땅이며 영원동, 군자사, 유점촌이 있는데, 남사고는 복지라 하였다. 또 벽소운동(碧霄雲洞)과 추성동은 다 같이 경치 좋은 곳이다."라고 되어 있다. 여기서 벽소운동(碧霄雲洞)은 본래 골짜기를 표현한 것이지만 벽소령의 '벽소'와 상당히 관련이 깊은 것으로 추정하고 있다. 또한 19세기에 지리산을 유람했다고 알려진 하익범은 《유두류록》(遊頭流錄)이라는 책을 통해 "벽소령 냉천점(冷泉岾) 70리에 이르러서부터 비로소 아래로 내려가는 길로 바뀌었다."라고 하여 벽소령의 존재를 표현했다. 그 외에 《영남지도》와 《광여도》 등의 지도에서는 벽수령(碧愁嶺)으로 표기되어 있다.
이처럼 벽소령에서 바라보는 달 풍경은 매우 아름다워 이를 벽소명월(碧霄明月)이라고 하며 지리산 10경 중 제4경에 해당한다.

## 전설
이 고개 정상에는 '부자바위'라는 바위가 있는데, 이 바위에 얽힌 전설이 전해지고 있다. 내용은 다음과 같다. 내용은 동화 선녀와 나무꾼과 상당히 유사하다.
하정에 인걸(仁乞)이란 사내가 홀어머니를 모시고 매일 나무와 사냥을 하며 살고 있었다. 어느 날 연못에서 선녀들이 목욕을 하는 걸 훔쳐보던 인걸은 날개옷을 훔쳐서 오다가, 그중 아미(阿美)라는 선녀의 날개옷이 돌부리에 걸려 찢어져 하늘나라로 올라가지 못하게 되었다. 인걸은 아미 선녀를 집으로 데려왔다.
인걸은 그 후 하늘나라에서 아미 선녀와 살 것을 허락받고 두 남매를 낳아 아주 행복하게 살았다. 어느 날, 아미가 장난삼아 보관 중이던 찢어진 날개옷을 한번 입어 보자고 했다. 인걸이 찢어진 곳을 기워서 입혀 주자 아미는 그만 하늘로 날아가 버리고 말았다. 그 후 인걸과 두 남매는 아미가 내려오기를 기다렸지만 끝내 내려오지 않았고, 기다리다 지친 이들은 세상을 떠나고 말았다. 그 뒤 벽소령 높은 곳에 바위 셋이 솟아올랐다. 사람들은 이 바위를 부자바위라 칭하고, 후세 사람들은 이 계곡을 아미 선녀가 날아서 떠났다 하여 비리내계곡(비리내골)이라고 한다.

## 도로 교통
옛날에는 하동군 화개면과 함양군 마천면을 이어주는 주요 교통로였기 때문에 지방도 제1023호선으로 지정되어 있으나 벽소령이 지리산 국립공원 내에 위치하고 있어 자연보호를 위해 차량 통행을 금지하고 있으며, 도로 또한 전혀 포장되어 있지 않다.

## 벽소령 우체통
벽소령을 상징하는 것으로 빨간 우체통이 있다. 2001년 7월 2일에 설치되었으며 벽소령 대피소에 교대 근무를 하는 직원들에 의해 산 밑 우체국으로 전달된다. 높은 산 위에 설치된 우체통이라는 의미 때문에 지리산을 종주하는 관광객들 사이에 유명하며, 심지어 직접 편지를 부치기도 한다.

## 문학
시인 이원규는 벽소령을 '행여 지리산에 오시려거든'이라는 시를 통해 다음과 같이 표현했다.
행여 지리산에 오시려거든/ 천왕봉 일출을 보러 오시라/ 삼대째 내리 적선한 사람만 볼 수 있으니/ 아무나 오시지 마시고 (중략) 굳이 지리산에 오시려거든/ 불일폭포의 물 방망이를 맞으러/ 벌 받는 아이처럼 등짝 시퍼렇게 오고/ 벽소령의 눈 시린 달빛을 받으려면/ 뼈마저 부스러지는 회한으로 오시라 (중략) 그대는 나날이 변덕스럽지만/ 지리산은 변하면서도 언제나 첫 마음이니/ 행여 견딜만하다면 제발 오지 마시라.

그 외에 시인 김일영이 쓴 '벽소령에는 빨간 우체통이 있다'라는 시도 있다.

## 참고 문헌
- 두산백과 - 벽소령
- 한국지명유래집 경상편 - 벽소령
- 디지털하동문화대전 - 벽소령 보관됨 2014-08-19 - 웨이백 머신

1. ↑  적벽부가 떠오른 지리산 종주(2), 오마이뉴스, 2002년 4월 1일 작성.
2. ↑  지리산 벽소령 우체통을 본 적이 있나요?, 오마이뉴스, 2005년 6월 26일 작성.
3. ↑  여름 하동에 오시려거든, 푸른 들판 가득 담으러 오시라, 경향신문, 2011년 8월 2일 작성.
4. ↑  <문화단신> 문학, 연합뉴스, 2006년 1월 13일 작성.